# فدریکو ماتیلو
فدریکو ماتیلو (ایتالیایی: Federico Mattiello زادهٔ ۱۴ ژوئیهٔ ۱۹۹۵) بازیکن فوتبال در پست هافبک و مدافع چپ اهل ایتالیا است.

## باشگاهی
از باشگاه‌هایی که در آن بازی کرده‌است می‌توان به یوونتوس، کیه‌وو، اسپال، آتالانتا، بولونیا و کالیاری اشاره کرد.

## تیم ملی
وی همچنین در زیر ۱۶ سال ایتالیا، زیر ۱۷ سال ایتالیا و زیر ۲۰ سال ایتالیا بازی کرده‌است.